# Федюк Микола Іванович
Ми́кола І́ванович Фе́дюк (26 лютого 1885, Голубиця — 17 травня 1962, Винники) — український маляр-реаліст.

## Життєпис
Закінчив Цісарсько-королівську гімназію ім. кронпринца Рудольфа у Бродах. Навчався у Краківській і Мюнхенській академіях мистецтв.
Певний час (1920-1930-ті рр.) мешкав у Бродах, де працював на посаді професора місцевої польськомовної державної гімназії імені Юзефа Коженьовського.
Згодом працював професором латини гімназії у Перемишлі.
Від 1934 року винаймав помешкання на вулиці Новій, 7 (нині — вулиця Федюка) у місті Винники, поблизу Львова.
У 1947—1950 роках працює викладачем, а згодом завідувачем кафедри графіки у Львівському інституті прикладного та декоративного мистецтва.
Перша персональна (на жаль, посмертна) виставка Миколи Федюка відбулася 1975 році у Львівському музеї українського мистецтва та присвячена була до 90-ліття від дня народження митця. А у липні 1979 року пожежа у винниківському будинку спричинила до загибелі усього Федюкового художнього доробку, що зберігався на горищі. Майстер із повним правом посів визначне місце в історії українського мистецтва XX століття.
Автор статей на мистецькі теми.
Помер у Винниках та похований на місцевому цвинтарі.

## Творчість
Писав портрети, пейзажі та дереворити. 
- 1910 р. — «Кипариси», «Каплиця у Льоврані».
- 1915 р. — «Автопортрет».
- «Білі троянди».
- «Пейзаж з Винників».
- «Жіночій портрет».
- 1928 р. — «Пейзаж у Бродах» (дерево, олія). Картина зберігається у музейному фонді Національного музею у Львові імені Андрея Шептицького.[3]
- 1930-ті рр. — «Натюрморт з гарбузом» (холст, олія). Картина зберігається у музейному фонді Національного музею у Львові імені Андрея Шептицького.[4]
- 1950-ті рр. — «Портрет Богдана Хмельницького» (дерево, олія). Картина зберігається у музейному фонді Запорізького обласного художнього музею.[5]